# Seznam místních akčních skupin v Ústeckém kraji
Seznam místních akčních skupin v Česku obsahuje všechny místní akční skupiny zasahující na území Ústeckého kraje. Kurzívou jsou vyznačeni členové se sídlem mimo Ústecký kraj. Seznam členů mimo veřejnou správu je uveden na webu příslušné místní akční skupiny nebo v databázi RIS. Seznam je aktuální k 8. červnu 2025.

## Místní akční skupiny v Ústeckém kraji
| Název                           | Sídlo              | Členské obce | Členské mikroregiony | Datum založení | Oficiální stránky |
| ------------------------------- | ------------------ | --- | --- | -------------- | ----------------- |
| MAS Český sever                 | Varnsdorf          | Janská, Doubice, Bynovec, Janov, Labská Stráň, Lobendava, Slunečná, Kunratice, Srbská Kamenice, Kámen, Ludvíkovice, Kamenický Šenov, Nový Oldřichov, Okrouhlá, Prysk, Skalice u České Lípy, Svor, Arnoltice, Česká Kamenice, Dolní Podluží, Dolní Poustevna, Horní Podluží, Hřensko, Huntířov, Chřibská, Jetřichovice, Jiřetín pod Jedlovou, Jiříkov, Krásná Lípa, Kytlice, Lipová, Mikulášovice, Rumburk, Rybniště, Staré Křečany, Šluknov, Varnsdorf, Velký Šenov, Veselé, Vilémov, Růžová | Svazek obcí Českého Švýcarska, Svazek obcí Sever, Svazek obcí Tolštejn | 15. 12. 2004   | masceskysever.cz  |
| MAS Labské skály                | Jílové             | Přestanov, Starý Šachov, Markvartice, Dobrná, Merboltice, Dolní Habartice, Františkov nad Ploučnicí, Horní Habartice, Ryjice, Stebno, Trmice, Těchlovice, Velké Chvojno, Benešov nad Ploučnicí, Dobkovice, Heřmanov, Jílové, Malá Veleň, Malšovice, Valkeřice, Verneřice, Dolní Zálezly, Habrovany, Homole u Panny, Chabařovice, Chlumec, Chuderov, Libouchec, Malé Březno, Malečov, Petrovice, Povrly, Řehlovice, Tašov, Telnice, Tisá, Velké Březno, Zubrnice | Mikroregion Labské skály, Mikroregion Velkobřezensko, Sdružení obcí Benešovska                                                                                            | 12. 10. 2005   | maslabskeskaly.cz |
| LAG Podralsko                   | Zahrádky           | Skalka u Doks, Luka, Ždírec, Pertoltice pod Ralskem, Rokytá, Radvanec, Chorušice, Mšeno, Bělá pod Bezdězem, Bítouchov, Čistá, Dolní Krupá, Hamr na Jezeře, Kozly, Kvítkov, Tuhaň, Svojkov, Tachov, Bezděz, Blatce, Blíževedly, Bohatice, Brniště, Cvikov, Doksy, Dubá, Dubnice, Holany, Horní Libchava, Horní Police, Chlum, Chotovice, Jablonné v Podještědí, Jestřebí, Kravaře, Krompach, Kunratice u Cvikova, Mařenice, Mimoň, Noviny pod Ralskem, Nový Bor, Okna, Polevsko, Provodín, Ralsko, Sloup v Čechách, Sosnová, Stráž pod Ralskem, Stružnice, Stvolínky, Velenice, Velký Valtinov, Volfartice, Vrchovany, Zahrádky, Zákupy, Žandov, Velká Bukovina, Cetenov, Osečná, Plužná, Březovice                                                | Svazek obcí Máchův kraj, Svazek obcí Peklo, Mikroregion Podralsko, část Svazku obcí Novoborsko                                                                            | 21. 4. 2004    | lagpodralsko.com  |
| MAS Sdružení Západní Krušnohoří | Droužkovice        | Pesvice, Nezabylice, Loučná pod Klínovcem, Bílence, Blatno, Boleboř, Březno, Černovice, Domašín, Droužkovice, Hora Svatého Šebestiána, Hrušovany, Jirkov, Kalek, Klášterec nad Ohří, Kovářská, Křimov, Málkov, Měděnec, Místo, Okounov, Otvice, Perštejn, Kryštofovy Hamry, Spořice, Strupčice, Údlice, Vejprty, Vrskmaň, Všehrdy, Všestudy, Výsluní, Vysoká Pec, Velemyšleves, Brandov, Hora Svaté Kateřiny, Nová Ves v Horách | Mikroregion Údlicko, DSO Chomutovsko, Mikroregion Lesenská pláň, Mikroregion Nechranicko, Svazek obcí v regionu Krušných hor, Svazek obcí Vejprtska, Mikroregion Most-jih | 27. 5. 2005    | maskaszk.cz       |
| MAS Vladař                      | Valeč              | Čichalov, Čeradice, Libočany, Zálužice, Andělská Hora, Staňkovice, Račetice, Chyše, Pšov, Štědrá, Valeč, Verušičky, Manětín, Nečtiny, Chbany, Kadaň, Libědice, Mašťov, Pětipsy, Radonice, Rokle, Veliká Ves, Vilémov, Bitozeves, Blatno, Blažim, Blšany, Břvany, Deštnice, Holedeč, Krásný Dvůr, Kryry, Lenešice, Liběšice, Libořice, Lipno, Lišany, Lubenec, Měcholupy, Nepomyšl, Nové Sedlo, Očihov, Petrohrad, Podbořanský Rohozec, Podbořany, Postoloprty, Vrbice, Tuchořice, Vroutek, Výškov, Žatec, Žiželice, Štichovice | "Svazek obcí Doupovské hory", Mikroregion Žatecko, Mikroregion Radonicko, Svazek obcí Podbořansko, Mikroregion Nechranicko                                                | 1. 2. 2006     | vladar.cz         |
| SERVISO                         | Třebívlice         | Jenčice, Želkovice, Blšany u Loun, Opočno, Cítoliby, Obora, Černčice, Nová Ves, Žerotín, Jimlín, Úherce, Chraberce, Lkáň, Sedlec, Dobroměřice, Líšťany, Vršovice, Brodec, Černiv, Čížkovice, Děčany, Dlažkovice, Evaň, Chodovlice, Chotěšov, Chotiměř, Keblice, Klapý, Křesín, Libochovice, Mšené-lázně, Podsedice, Radovesice, Siřejovice, Slatina, Třebenice, Třebívlice, Úpohlavy, Velemín, Vchynice, Vlastislav, Vrbičany, Louny, Domoušice, Hříškov, Hřivice, Chlumčany, Chožov, Koštice, Libčeves, Panenský Týnec, Peruc, Pnětluky, Počedělice, Raná, Ročov, Slavětín, Smolnice, Toužetín, Veltěže, Vinařice, Vrbno nad Lesy, Zbrašín, Bílina, Bžany, Hostomice, Hrobčice, Kostomlaty pod Milešovkou, Ledvice, Měrunice, Ohníč, Světec, Žim | Mikroregion Lounské Podlesí, Mikroregion Perucko, Mikroregion Svornost | 27. 11. 2002   | serviso.cz        |
| MAS České středohoří            | Ploskovice         | Miřejovice, Trnovany, Malíč, Michalovice, Píšťany, Horní Řepčice, Kamýk, Býčkovice, Chudoslavice, Litoměřice, Drahobuz, Hlinná, Chodouny, Chotiněves, Křešice, Levín, Lhotka nad Labem, Liběšice, Libochovany, Lovečkovice, Malé Žernoseky, Mlékojedy, Ploskovice, Polepy, Prackovice nad Labem, Snědovice, Terezín, Třebušín, Úštěk, Velké Žernoseky, Vrbice, Vrutice, Žalhostice, Žitenice | Mikroregion Porta Bohemica, Svazek obcí Úštěcko, Mikroregion České středohoří                                                                                             | 21. 7. 2006    | mascs.cz          |
| Místní akční skupina Podřipsko  | Roudnice nad Labem | Jeviněves, Ledčice, Černouček, Oleško, Záluží, Brzánky, Černěves, Dolánky nad Ohří, Bechlín, Bohušovice nad Ohří, Brozany nad Ohří, Bříza, Ctiněves, Dobříň, Doksany, Dušníky, Horní Beřkovice, Hoštka, Hrobce, Kleneč, Krabčice, Kyškovice, Libkovice pod Řípem, Libotenice, Mnetěš, Nové Dvory, Přestavlky, Račice, Račiněves, Roudnice nad Labem, Straškov-Vodochody, Štětí, Vědomice, Vražkov, Židovice | Svazek obcí Podřipska, DSO Mikroregion Veltrusdominio, Mikroregion Porta Bohemica                                                                                         | 29. 7. 2011    | maspodripsko.cz   |
| MAS Naděje                      | Lišnice            | Volevčice, Bečov, Bělušice, Braňany, Český Jiřetín, Havraň, Horní Jiřetín, Klíny, Korozluky, Lišnice, Litvínov, Lom, Louka u Litvínova, Lužice, Malé Březno, Mariánské Radčice, Meziboří, Obrnice, Polerady, Skršín, Želenice, Duchcov, Jeníkov, Lahošť, Osek | Mikroregion Most-Jih, Svazek obcí Srpina, Svazek obcí v regionu Krušných hor, Mikroregion Stropník                                                                        | 16. 1. 2013    | masnadeje.cz      |
| MAS CÍNOVECKO                   | Dubí               | Dubí, Háj u Duchcova, Hrob, Košťany, Mikulov, Moldava, Novosedlice, Proboštov | Mikroregion Cínovec | 29. 8. 2008    | mascinovecko.cz   |